# Hylleholm
Hylleholm er en lille ubeboet ø i Østersøen syd for Lolland. Øen er ca. 500 m lang og ca. 100 m bred på det bredeste sted. Arealet er 7 tønder land (ca. 38.000m²) og det højeste punkt er 1 m over havets overflade.
Hylleholm er sammen med naboøerne Tjørneholm og Kalveholm udlagt som ynglereservater for fugle. Bl.a. yngler gråænder, skeænder, edderfugle, rødben, klyder, strandskader, havterner, splitterner og hættemåger i området.
De 3 øer tilhører lokale gårde i Vester Ulslev Sogn og har gennem tiderne været anvendt til græsning for får, ungkreaturer og lejlighedsvis heste. I 1930’erne blev fårene f.eks. staget og trukket fra Handermelle havn til Tjørneholm på en flåde, der kunne rumme 50 får ad gangen. Ungkreaturer og heste blev som regel bundet til en båd og fik lov at svømme den korte tur ud til øerne, hvor de så formodedes at opholde sig hele sommerhalvåret. Dyrene opførte sig dog ikke altid efter bogen. Når de f.eks. kunne svømme ud til øerne kunne de vel også af egen drift svømme tilbage, eller også vadede de fra ø til og var i begge tilfælde ikke lige til at finde. Ved en lejlighed i 1930’erne lykkedes det en flok kvier at ødelægge en del rejeruser for fiskerne fra Errindlev. Trafikken med at sende græssende dyr til øerne forsatte tilsyneladende mindst frem til 1985. 
Foruden at tjene som græsning for kreaturer, blev der i sommerens løb samlet en mængde tang derovre. Tangen blev presset i baller, der vejede 40-50 kg og solgt til en fabrik, der lavede madrasser og isolering af det, og som bl.a. eksporterede til Tyskland. Om vinteren, når det var så hård frost, at vandet mellem øerne og fastlandet frøs til, kørte man med heste og slæde over til øerne, hvor der blev hentet sten til reparation af vejene samt årets forbrug af sand.